# Cloudscape

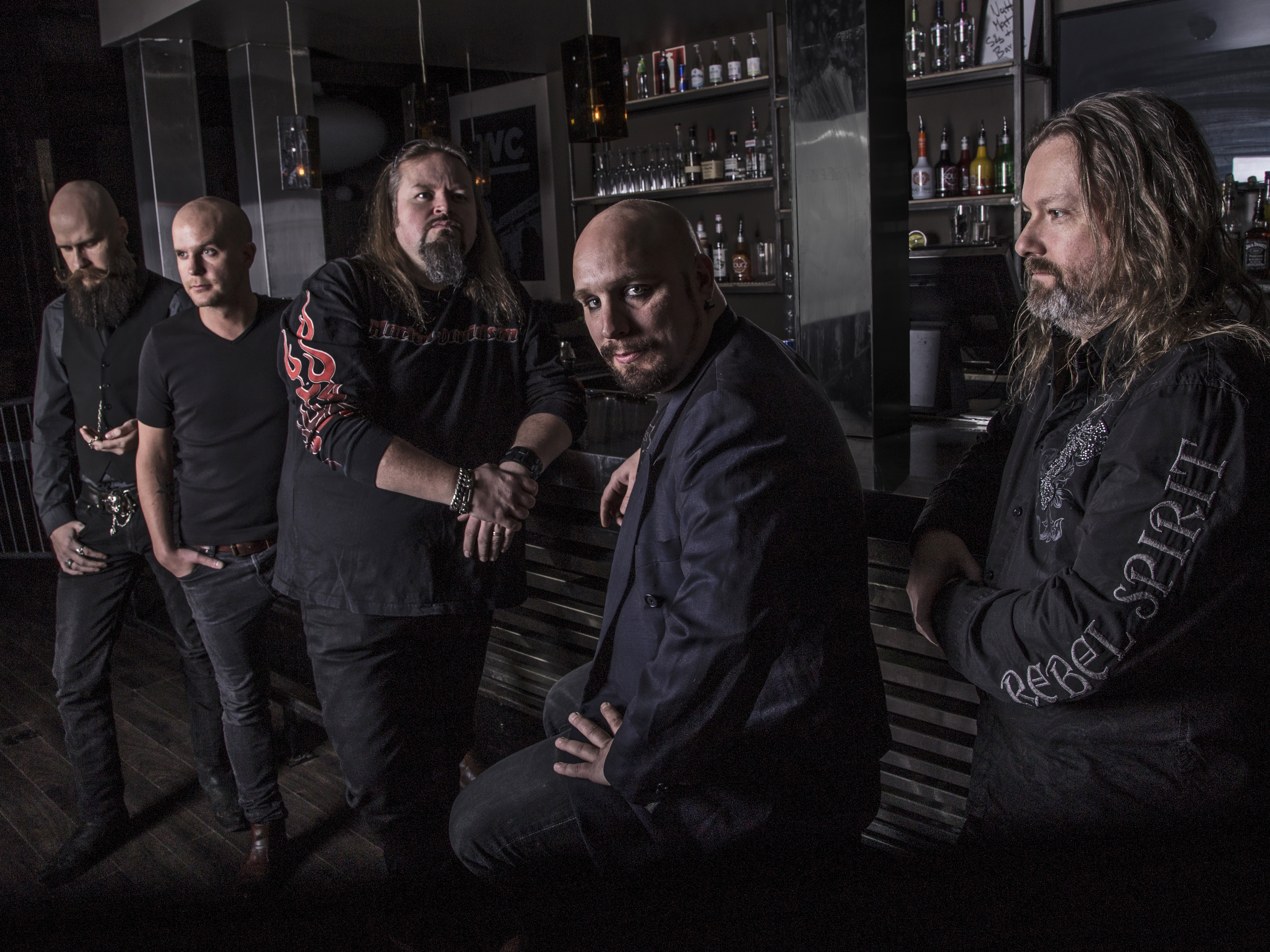
Cloudscape

Cloudscape is een Zweedse progressieve metal band die is opgericht in 2001.

## Bezetting

### Huidige bandleden
- Micael Andersson - zanger
- Björn Eliasson - gitarist
- Patrik Svärd - gitarist
- Håkan Nyander - bassist
- Fredrik Joakimsson - drummer

### Voormalige bandleden
- Roger Landrin - drummer
- Hans Persson - bassist

## Biografie
Cloudscape ontstond in 2001 na het opheffen van Doctor Weird. Deze band had in Zweden enige bekendheid doordat ze op Sweden Rock Festival gespeeld hadden. In 2004 brachten ze hun eerste album, Cloudscape, uit op het Duitse metallabel Metal Heaven. Aan het eind van dat jaar speelden ze ook voor het eerst buiten Zweden: in Baarlo, Nederland op het ProgPower Europe-festival. 
In 2006 brachten ze met Crimson Skies hun tweede album uit, deze keer ook in de Verenigde Staten op Nightmare Records. Daarnaast speelden ze op het Sweden Rock Festival.
Twee jaar later, in augustus 2008, brachten ze hun derde album Global Drama uit. Hiermee stonden ze op diverse festivals in Europa. In 2009 spelen ze opnieuw op ProgPower Europe.
In 2012 verschijnt de cd 'New Era'. In februari en maart 2014 gaan ze op tournee door Europa met Royal Hunt en brengen ze bij deze gelegenheid de compilatie 'Touring Europe With A Blast From The Past' uit. Er staat één nieuwe song op en de cd wordt alleen tijdens de tournee verkocht.

## Discografie
- Cloudscape (2004)
- Crimson Skies (2006)
- Global Drama (2008)
- New Era (2012)
- Touring Europe With A Blast From The Past (2014) (best of ..., één nieuw nummer)